# Żelechów (powiat grodziski)
Żelechów – wieś sołecka w Polsce położona w województwie mazowieckim, w powiecie grodziskim, w gminie Żabia Wola.
Wieś szlachecka Żelechow położona była w drugiej połowie XVI wieku w powiecie tarczyńskim ziemi warszawskiej województwa mazowieckiego. W latach 1975–1998 miejscowość należała administracyjnie do województwa skierniewickiego. Parafia Zwiastowania Najświętszej Maryi Panny w Ojrzanowie (z siedzibą w Żelechowie) należy do dekanatu tarczyńskiego, archidiecezji warszawskiej.

## Zabytki

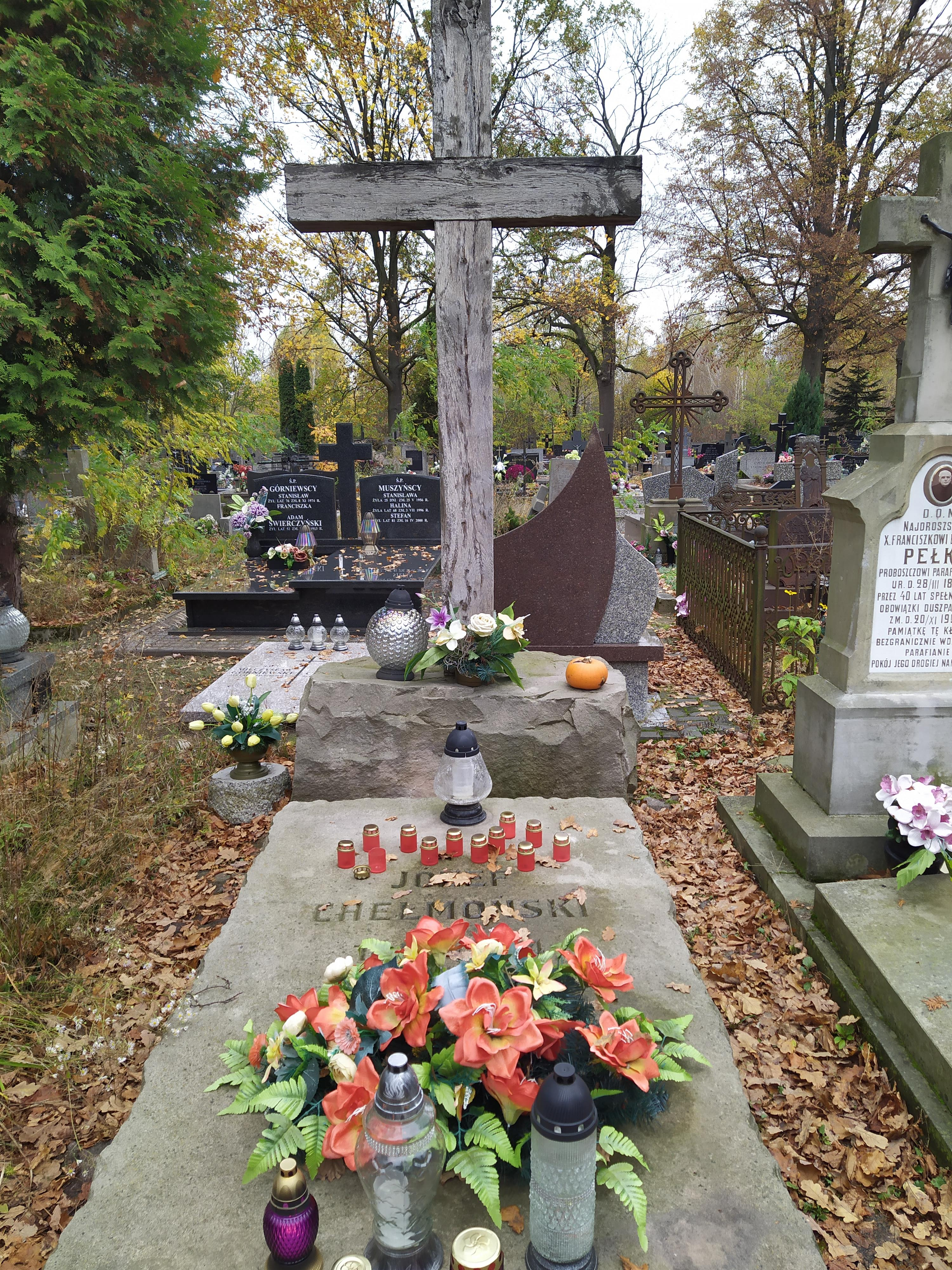
Grób Józefa Chełmońskiego w 2022 roku

- Kościół pw. Zwiastowania NMP - Parafia została erygowana w 1473 roku staraniem Mikołaja i Jana Ojrzanowskich przez biskupa poznańskiego Andrzeja Opalińskiego z Bnina. Murowany kościół powstał przed 1561 roku. W 1646 roku został odrestaurowany i wyposażony w barokową ambonę i ławki z fundacji Stanisława Zaremby biskupa kijowskiego i opata sulejowskiego, co upamiętnia marmurowa tablica z inskrypcją i herbem darczyńcy. Kościół był remontowany m.in. w 1777, 1871 roku i latach 1880-90. W 1915 roku górna część wieży z hełmem została przekształcona. We wnętrzu płyta z nagrobka rycerza Stanisława Barziego (1529–1571) herbu Korczak, ok. 1575, autorstwo warsztatu Santi Gucci z Pińczowa.
- Na cmentarzu w Żelechowie pochowany jest znany polski malarz Józef Chełmoński.